# Berbérust-Lias
Berbérust-Lias är en kommun i departementet Hautes-Pyrénées i regionen Occitanien i sydvästra Frankrike. Kommunen ligger i kantonen Lourdes-Est som tillhör arrondissementet Argelès-Gazost. År 2022 hade Berbérust-Lias 44 invånare.

## Befolkningsutveckling
Antalet invånare i kommunen Berbérust-Lias
| Referens: INSEE |